# 全国高校囲碁選手権大会
全国高校囲碁選手権大会（ぜんこくこうこういごせんしゅけんたいかい）は、高校生の囲碁部等での活動の成果を競いあう大会である。
各都道府県大会と全国大会からなるが、ここでは全国大会について述べる。全国大会は男子、女子の団体戦、個人戦から成る。1965年（昭和40年）から開催され、1977年（昭和52年）から発展的解消して現在の形となった。全国大会の開催は7月下旬である。
団体戦は1チーム3名で、各都道府県男女各1チーム（東京のみ各2）が出場。個人戦は各都道府県男女各2名（東京は各4）が出場する（他に前年度優勝などによる増枠がある）。それぞれ8位までが入賞。

## 旧・全国高校囲碁選手権大会
1965年（昭和40年）から1976年（昭和51年）までの12回開催。
- 主催 (第1-5回)昭和薬科大学、(第6-12回）日本棋院

## 現・全国高校囲碁選手権大会
1977年（昭和52年）から開催。
- 主催 日本棋院、全国高等学校囲碁連盟、（33 - ）全国高等学校文化連盟囲碁専門部

（29 - 32回）毎日新聞社
- 後援 文化庁、（30 - ）文部科学省
- 協賛（29 - ）ANA、（34 - ）富士ゼロックス

（第1 - x回）日本航空、花王石鹸
（19 - 21回）NTT、隆祥産業（現レクザム）
（22 - 23回）東日本ハウス
（24回）カルビー
（25回）NTTドコモ
（30 - 33回）日能研
- 協力

（25 - 30回）カルビー株式会社
（28 - 31回）シチズンTIC株式会社（テイ・アイ・シイ・シチズン）
（30- 33回）伊藤園
- 30回より、文部科学省が後援することになり、文部科学大臣杯が冠せられる様になった。
- 29回から32回まで、毎日新聞社が（全国大会に限って）主催者に名を連ねていたため、男女個人優勝者に高校本因坊の称号と高校本因坊杯が贈られていた。
- 1977年から1992年まで、TBSをキー局に全国41局（JNN加盟局のほか加盟局以外の局や独立局も含む）ネットで個人戦と団体戦の決勝をそれぞれ1時間にまとめてテレビで放送していた[1][2][3][4][5]。

## 大会方式
- 旧選手権、現1-27回は団体戦・個人戦とも完全なトーナメント方式。
- 28回から、全国大会での対局の機会を増やすという視点から予選リーグ（35回から「1次リーグ」に名称変更）方式に改められている。出場選手は4-6人（団体戦でも4-6校）に分けられ、その中で1次リーグを3局打ち、1位になった選手または学校が決勝トーナメントに出場する。個人は16、団体戦は8の決勝トーナメント進出枠がある。

## 主な選手・強豪高
個人戦の過去の優勝者には、後にプロ棋士となった、上村陽生、岩田一、尾越一郎、石倉昇、下地玄昭、井上綾子、高野英樹、坂井秀至、久保秀夫、山森忠直、白石勇一、高津昌昭、下坂美織、田中伸幸、大谷直輝がいる。プロ棋士の中村邦子は1969年に日本棋院東京本院で院生になっており、1970年優勝者の中村邦子（大阪・三国丘）とは同姓同名の別人である。団体戦の最多優勝回数は新旧合わせて、男子は灘高等学校が9回、女子は藤村女子高等学校が18回を数える。連覇記録は団体では、男子は灘の5連覇、女子は藤村女子の6連覇。個人では、男子は高津昌昭の3連覇（27-29回）、女子は2連覇。

## 優勝チーム・優勝者

### 旧全国高校囲碁選手権大会
| 回次 | 年度 | 団体男子             | 団体女子           | 個人男子                 | 個人女子                       |
| ---- | ---- | -------------------- | ------------------ | ------------------------ | ------------------------------ |
| 1    | 1965 | 立川高校（東京）     | なし               | 上村陽生（宮崎・宮崎商） | 田口光代（東京・青葉学園）     |
| 2    | 1966 | 井草高校（東京）     | 藤園女子高（富山） | 岩田一（神奈川・追浜）   | 田口光代（東京・青葉学園）     |
| 3    | 1967 | 大泉学園高（東京）   | 藤園女子高（富山） | 小森祥嗣（福岡・小倉）   | 大坪久美子（富山・藤園女子）   |
| 4    | 1968 | 広島学院高校（広島） | 済美高校（愛媛）   | 中村信夫（神奈川・戸塚） | 坂口香織（神奈川・聖母女学院） |
| 5    | 1969 | 春日部高校（埼玉）   | 済美高校（愛媛）   | 大石行男（埼玉・春日部） | 坂口香織（神奈川・聖母女学院） |
| 6    | 1970 | 春日部高校（埼玉）   | 藤村女子高（東京） | 尾越一郎（大分・臼杵）   | 中村邦子（大阪・三国丘）       |
| 7    | 1971 | 那覇高校（沖縄）     | 済美高校（愛媛）   | 石倉昇（東京・麻布）     | 遠藤啓子（埼玉・細田学園女子） |
| 8    | 1972 | 麻布高校（東京）     | 藤村女子高（東京） | 前田道夫（富山・小杉）   | 岡田実穂子（兵庫・須磨）       |
| 9    | 1973 | 滝川高校（北海道）   | 済美高校（愛媛）   | 尾越一郎（大分・臼杵）   | 堤加蓉子（東京・日野）         |
| 10   | 1974 | 寝屋川高校（大阪）   | 寝屋川高校（大阪） | 金沢盛栄（京都・立命館） | 清水岸子（兵庫・葺合）         |
| 11   | 1975 | 麻布高校（東京）     | 藤村女子高（東京） | 石坂哲（北海道・倶知安） | 大崎貴子（北海道・滝川）       |
| 12   | 1976 | 麻布高校（東京）     | 藤村女子高（東京） | 浜中隆光（三重・尾鷲）   | 石井真理（静岡・大仁）         |

### 現全国高校囲碁選手権大会
| 回次 | 年度 | 団体男子                             | 団体女子                             | 個人男子                               | 個人女子                                 |
| ---- | ---- | ------------------------------------ | ------------------------------------ | -------------------------------------- | ---------------------------------------- |
| 1    | 1977 | 麻布高校（東京）                     | 藤村女子高（東京）                   | 金子俊道（神奈川・湘南）               | 藤原恵子（大阪・樟蔭東）                 |
| 2    | 1978 | 出雲高校（島根）                     | 花巻北高校（岩手）                   | 下地玄昭（沖縄・小禄）                 | 吉江康子（大阪・池島）                   |
| 3    | 1979 | 新宮高校（和歌山）                   | 藤村女子高（東京）                   | 金沢東栄（京都・洛水）                 | 吉江康子（大阪・池島）                   |
| 4    | 1980 | 麻布高校（東京）                     | 浦和第一女子高校（埼玉）             | 及川洋（東京・早大高等学院）           | 下地和代（沖縄・那覇高）                 |
| 5    | 1981 | 八尾高校（大阪）                     | 柳川高校（福岡）                     | 行松靖（大阪・八尾）                   | 井上綾子（大阪・薫英）                   |
| 6    | 1982 | 八尾高校（大阪）                     | 宮城第一女子高校（宮城）             | 上原秀史（沖縄・知念）                 | 井上綾子（大阪・薫英）                   |
| 7    | 1983 | 麻布高校（東京）                     | 宮崎商業高校（宮崎）                 | 上原秀史（沖縄・知念）                 | 小野広美（静岡・三島）                   |
| 8    | 1984 | 井原高校（岡山）                     | 桜蔭高校（東京）                     | 岩井竜一（岡山・井原）                 | 村井真理子（東京・立教女学院）           |
| 9    | 1985 | 麻布高校（東京）                     | 藤村女子高（東京）                   | 岩井竜一（岡山・井原）                 | 村井真理子（東京・立教女学院）           |
| 10   | 1986 | 麻布高校（東京）                     | 藤村女子高（東京）                   | 高野英樹（東京・早稲田）               | 山口ユカ（愛知・東海女子）               |
| 11   | 1987 | 清風高校（大阪）                     | 藤村女子高（東京）                   | 平岡聡（広島・安古市）                 | 佃優子（大阪・三島）                     |
| 12   | 1988 | 清風高校（大阪）                     | 藤村女子高（東京）                   | 片山浩之（兵庫・灘）                   | 脇恵子（奈良・奈良商業）                 |
| 13   | 1989 | 灘高校（兵庫）                       | 藤村女子高（東京）                   | 木下暢暁（静岡・沼津東）               | 上島亜希代（神奈川・麻溝台）             |
| 14   | 1990 | 灘高校（兵庫）                       | 藤村女子高（東京）                   | 坂井秀至（兵庫・灘）                   | 福田佳子（京都・鳥羽）                   |
| 15   | 1991 | 灘高校（兵庫）                       | 宇土高校（熊本）                     | 久保秀夫（熊本・熊商大附属）           | 三木京子（山口・徳山）                   |
| 16   | 1992 | 大分上野丘高校（大分）               | 倉吉東高校（鳥取）                   | 森洋喜（愛知・半田）                   | 田中弓子（熊本・宇土）                   |
| 17   | 1993 | 洛南高校（京都）                     | 倉吉東高校（鳥取）                   | 中野祥孝（新潟・新潟）                 | 原武真美（鹿児島・武岡台）               |
| 18   | 1994 | 開成高校（東京）                     | 倉吉東高校（鳥取）                   | 大野鉄平（大阪・清風）                 | 林美帆（静岡・浜松北）                   |
| 19   | 1995 | 灘高校（兵庫）                       | 福島女子高校（福島）                 | 鈴木紀之（東京・南多摩）               | 武井美沙（大阪・千里）                   |
| 20   | 1996 | 灘高校（兵庫）                       | 福島女子高校（福島）                 | 山森忠直（福井・鯖江）                 | 森川紗衣（富山・高岡商業）               |
| 21   | 1997 | 灘高校（兵庫）                       | 福島女子高校（福島）                 | 鈴木紀之（東京・南多摩）               | 山本浩世（大阪・国際大和田）             |
| 22   | 1998 | 灘高校（兵庫）                       | 鶴丸高校（鹿児島）                   | 松田みこと（沖縄・宜野湾）             | 新垣未希（東京・藤村女子）               |
| 23   | 1999 | 灘高校（兵庫）                       | 藤村女子高（東京）                   | 田中康収（兵庫・灘）                   | 宇根川万里江（神奈川・聖ヨゼフ学園）     |
| 24   | 2000 | 筑波大附属駒場高校（東京）           | 藤村女子高（東京）                   | 坂口仁寿（熊本・熊本第二）             | 新垣未希（東京・藤村女子）               |
| 25   | 2001 | 熊本第二高校（熊本）                 | 藤村女子高（東京）                   | 白石勇一（東京・中央大附属）           | 松本有加子（東京・普連土学園）           |
| 26   | 2002 | 上宮高校（大阪）                     | 藤村女子高（東京）                   | 山田紘平（大阪・上宮）                 | 庄林莉沙（静岡・静岡市立）               |
| 27   | 2003 | 筑波大附属駒場高校（東京）           | 藤村女子高（東京）                   | 高津昌昭（長野・須坂東）               | 下坂美織（北海道・函館白百合学園）       |
| 28   | 2004 | 筑波大附属駒場高校（東京）           | 宮崎学園（宮崎）                     | 高津昌昭（長野・須坂東）               | 下坂美織（北海道・函館白百合学園）       |
| 29   | 2005 | 筑波大附属駒場高校（東京）           | 宮崎学園（宮崎）                     | 高津昌昭（長野・須坂東）               | 西香織（宮崎・宮崎学園）                 |
| 30   | 2006 | 上宮高校（大阪）                     | 豊島岡女子学園高校（東京）           | 梅谷豊巨（北海道・駒澤大学附属岩見沢） | 深坂風子（香川・香川県大手前）           |
| 31   | 2007 | 新宿山吹高校（東京）                 | 熊本高校（熊本）                     | 田中伸幸（福岡・中間）                 | 藤田光彩絵（東京・十文字）               |
| 32   | 2008 | 駒澤大学附属岩見沢高校（北海道）     | 松韻学園福島（福島）                 | 闇雲翼（三重・津）                     | 藤田光彩絵（東京・十文字）               |
| 33   | 2009 | 新宿山吹高校（東京）                 | 洛北高校（京都）                     | 大谷直輝（京都・桃山）                 | 堀本範子（山口・周防大島）               |
| 34   | 2010 | 西京高校（京都）                     | 洛北高校（京都）                     | 大谷直輝（京都・桃山）                 | 呉理沙（千葉・東葉）                     |
| 35   | 2011 | 開成高校（東京）                     | 東京学芸大学附属高校（東京）         | 癸生川聡（栃木・栃木）                 | 谷結衣子（神奈川・湘南白百合学園）       |
| 36   | 2012 | 開成高校（東京）                     | 渋谷教育学園幕張高校（千葉）         | 大表拓都（富山・富山南）               | 榛沢彩香（千葉・渋谷教育学園幕張）       |
| 37   | 2013 | 開成高校（東京）                     | 藤村女子高校（東京）                 | 齊藤正樹（東京・駒場東邦）             | 谷麻衣子（神奈川・湘南白百合学園）       |
| 38   | 2014 | 仙台第二高校（宮城）                 | 豊島岡女子学園高校（東京）           | 星合真吾（東京・砂川）                 | 野村美奈（神奈川・光陵）                 |
| 39   | 2015 | 開成高校（東京）                     | 戸山高校（東京）                     | 坂倉健太（広島・広島学院）             | 谷麻衣子（神奈川・湘南白百合学園）       |
| 40   | 2016 | 春日部高校（埼玉）                   | 戸山高校（東京）                     | 津田裕生（埼玉・浦和）                 | 辻萌夏（東京・戸山）                     |
| 41   | 2017 | 春日部高校（埼玉）                   | 白百合学園高校（東京）               | 栗田佳樹（神奈川・港北）               | 岩井温子（京都・洛北）                   |
| 42   | 2018 | 灘高校（兵庫）                       | 洛南高校（京都）                     | 林朋哉 （埼玉・浦和）                  | 岩井温子（京都・洛北）                   |
| 43   | 2019 | 開成高校（東京）                     | 洛南高校（京都）                     | 鈴木智大（神奈川・柏陽）               | 加藤優希（愛知・名古屋大学教育学部附属） |
| 44   | 2020 | 新型コロナウイルス感染拡大により中止 | 新型コロナウイルス感染拡大により中止 | 新型コロナウイルス感染拡大により中止   | 新型コロナウイルス感染拡大により中止     |
| 45   | 2021 | 前橋高校（群馬）                     | 花園高校（京都）                     | 堀公誓（京都・花園)                    | 玉作青葉（兵庫・姫路西）                 |
| 46   | 2022 | 仙台第二高校（宮城）                 | 東洋女子高校（東京）                 | 末原蓮（千葉・千葉日出学園）           | 長野優希（埼玉・開智）                   |
| 47   | 2023 | 仙台第二高校（宮城）                 | 花園高校（京都）                     | 小島二十（大分・大分東明）             | 小室杏花（東京・角川ドワンゴ学園S）      |
| 48   | 2024 | 仙台第二高校（宮城）                 | 白百合学園高校（東京）               | 羽根和哉（愛知・愛知工業大学名電）     | 鈴木時（秋田・御所野学院）               |
| 49   | 2025 | 駒場東邦高校（東京）                 | 南山高校女子部（愛知）               | 渡邉彩登（埼玉・大宮）                 | 倉谷圭乃（東京・女子聖学院）             |